# ريوت غيمز
ريوت غيمز هي شركة أمريكية متخصصة في ألعاب الفيديو. تقوم الشركة بـ تطوير ألعاب الفيديو وتنظيم بطولات في الرياضة الإلكترونية، ومقرها في غرب لوس أنجلوس، كاليفورنيا. تشتهر الشركة بلعبة ليغ أوف ليجيندز، وهي لعبة موبا، وقد أنتجت عددًا من الألعاب المنبثقة من ليغ أوف ليجيندز تحت نفس الامتياز. كذلك تنظم ريوت غيمز بطولات متنوعة لليغ أوف ليجيندز ومنها: بطولة العالم في ليغ أوف ليجيندز؛ وسلسلة البطولات في أمريكا وكندا؛ والبطولة الأوروبية؛ وبطولة منتصف الموسم.
تأسست الشركة عام 2006 من قبل طالبين بجامعة كاليفورنيا الجنوبية، وهما براندون بيك ومارك ميرل. في فبراير 2011، حصلت مؤسسة تينسنت الصينية على معظم حقوق ملكية ريوت غيمز، وحصلت على كامل حقوق الملكية في ديسمبر 2015. اعتبارًا من مايو 2018، تدير ريوت غيمز 24 مكتبًا حول العالم، ولديها فيهم 2500 موظف.

## التاريخ
مؤسسا ريوت غيمز براندون ريز بيك ومارك ترندامير ميرل، أصبحا صديقين عندما كانا زميلي سكن في جامعة كاليفورنيا الجنوبية؛ هناك درسا إدارة الأعمال وجمعهما حب ألعاب الفيديو. كان بيك وميرل على اقتناع بأن مطوري الألعاب كانوا ينتقلون من لعبة إلى أخرى بسرعة، وكان من رأيهما أن نجاح لعبة دفاع القدماء دل على أنه بالإمكان دعم الألعاب لمدى طويل. كذلك حصلا على الإلهام من مصممي ألعاب الفيديو الآسيوين الذين أتاحوا الألعاب مجانًا، مع جعل عدد من المزايا الإضافية مدفوعة.
سعى بيك وميرل للحصول على تمويل من عائلتيهما ومن المستثمرين، وجمعا حاولى 1.5 مليون دولار أمريكي ليبدأ شكرتهما. تأسست شركة ريوت غيمز في سبتمبر 2006 وفتحت مكتبًا في متجر آلات مُحول في سانت مونيكا. أول شخص ضمته ريوت غيمز للعمل كان ستيف جوينسو فيك، أحد المصممين الأوائل للعبة دفاع القدماء أولستارز، وهي لعبة تعد أساس ألعاب الموبا. بعد أن حسنوا من أول شكل لليغ أوف ليجيندز، حاولوا اقناع المستثمرين بأن يتعاقدوا مع شركة ألعاب مبنية على التجارة الإلكترونية. قال ميريل أن الناشرين كانوا محتارين في أمر اللعبة بسبب عدم وجود نمط لعب فردي ولأن اللعبة صُمِمت لتكون مجانية. ببعد عدة مرات حصلوا فيها على تمويلات، كان اجماليها يقدر ب 8 ملايين دولار أمريكي، منها استثمارات من شركتي بنشمارك وفرستمارك لرأس المال الاستثماري، وكذلك من شركة تينسنت الصينية، التي أصبحت موزع ليغ أوف ليجيندز في الصين فيما بعد.

### 2009 إلى الآن
أَصَدَرَت شركة ريوت جيمز «ليغ أوف ليجيندز» كلعبة مجانية في 27 أكتوبر 2009، بعدَ ستة أشهر من الاختبارات التجريبيَّة،  حيثُ شارك مصممو الألعاب والمديرون التنفيذيون في منتديات الإنترنت لإجراء تعديلات بناءً على تعليقات اللاعبين. وفي 10 مايو 2010 أَعلَنَت ريوت جيمز توليها توزيع وتشغيل اللعبة في أوروبا، ونقلت مَقَرها الأوروبيّ من برايتون إلى دبلن. وفي فبراير 2011 اِستَحوذت تينسنت على 93 بالمائة من أسهم شركة ريوت جيمز مقابل 400 ملْيُون دُولَار أمريكي،  ولاحقًا اشترت النسبة المُتبقية البالغة 7 في المائة في 16 ديسمبر 2015.
في عام 2012 أَطلَقَت ريوت جيمز «فَرِيق سلوك اللاعبين» لمكافحة التحرش على منصتها،  وقَالَت ريوت جيمز أن تكتيكاتها في التعامل مع المُشكلات ووجود وظيفة الدردشة بين اللاعبين، وإبلاغ اللاعبين المحظورين بأسباب حظرهم، وإنشائها محكمة للاعبين للنظر في حالات الحظر، أدَّت لانخفاض سلوك التحرش بنِسبَة 30 بالمائة، وشكك اللاعبون وصحافة الألعاب في ذلك،  وبحلول 2013 أصبَحَت «ليغ أوف ليجيندز» أكثر ألعاب الكُمبِيُوتَر مُتَعَدّدَة اللاعبين لعبًا فِي الْعَالم. ومن 2014 إلى 2016 زاد عدد لاعبيها النشطين من 67 ملْيُون إلى أكثر من 100 ملْيُون لاعب.
نقلت ريوت جيمز مَقَرها إلى مبنى جديد بمِسَاحَة 20 فدان (8 هكتار) في حي «ويست لوس أنجلوس» في عام 2015،  وفي مارس 2016 اِستَحوذت على شركة ألعاب تُدعى «راديانت انترتاينمنت» تنتج ألعاب مثل «رايسينغ ثاندر» و«ستونهيرث»،  وبعد الاِستِحواذ نقلت ريوت جيمز فَرِيق لعبة «رايسينغ ثاندر» لمشروع جديد،  وفي 13 أكتوبر 2017 أعلنا «بيك وميريل» أنهما يعيدان تركيزهما إلى تَطوِير الألعاب، لإنشاء تجارب جديدة للاعبي ألعاب الفِيديُو والرياضات الإلكترونيَّة. وسُلمت العمليَّات اليومية والإدارة الشاملة لفريق «ليغ أوف ليجيندز» إلى ثلاثة موظفين قدامى وهم المدير الماليّ السابق «ديلان جاديجا» ومدير التكنولوجيا التنفيذي السابق «سكوت جيلب» والرئيس السابق «نيكولو لوران»،
حيثُ تولَّى جيلب مَنصِب الرئيس التنفيذيّ للعمليّات، وتولَّى لوران مَنصِب الرئيس التنفيذي. واعتبارًا من مايو 2018 توظف شركة ريوت جيمز 2500 مُوَظَّف،  وتدير 24 مكتبًا حول العالم.
أَعلَنَت ريوت جيمز في أكتوبر 2019 عن عدَّة ألعاب جديدة: نسخة من «ليغ أوف ليجيندز» للأجهزة المَحمُولة ووحدات التحكم تُسمى «ليغ أوف ليجيندز: وايلد ريفت»، ولعبة الورق الرقميَّة القابلة للتحصيل بعُنوان «ليجند أوف رونتيرا» وَالتي من المقرر إطلاقها في 2020، وَالتي تأخرت نتيجة لجائحة مرض فيروس كورونا 2019. وأَعلَنَت عن لعبة مطلق النار التكتيكي «فالورانت».
في ديسمبر 2019 أَعلَنَت ريوت جيمز عن شركة «ريوت فورج» للنشر برئاسة ليان لومب، حيثُ تتعاون ريوت جيمز مع استُوديُوهات تَطوِير الألعاب لإنشاء ألعاب مثل «ليغ أوف ليجيندز»،  وأَعلَنَت عن عنوانين جديدين في حفلِ جوائز الألعاب 2019 تنشرهما «ريوت فورج» وهما «رويند كينغ: أ ليغ أوف ليجيندز ستوري» و«كونفرجنس: ليغ أوف ليجيندز ستوري». وفي في يناير 2020 أَعلَنَت ريوت جيمز عن قسم آخر «ريوت تابلتوب» لإنتاج ألعاب الطاولة وكانت أول إصداراته هي لعبة «تلستونز كينغز غامبيت» في 2020.
اِستَحوذت ريوت جيمز على «هيبيكسل ستوديوز» في أبريل 2020 بعدَ أن استثمرت فيها خِلال الثمانيّة عشر شهراً السابقة لِمُساعدتها على نشر «هايتيل» وهو لعبة مبنية على فوكسل. وفي الشهر ذاته أَعلَنَت ريوت عن خططها لإنشاء مكتب في سنغافورة، حيثُ ستدعم «شركة ريوت جيمز سنغافورة» العناوين الحاليَّة لِشَرِكَة ريوت وستركز بشكلٍ كبير على تَطوِير الألعاب الجديدة. وعُين «جيسون بونج» كمسؤول التَسوِيق في ريوت جيمز في أكتوبر 2020.

## الرياضات الإلكترونيَّة

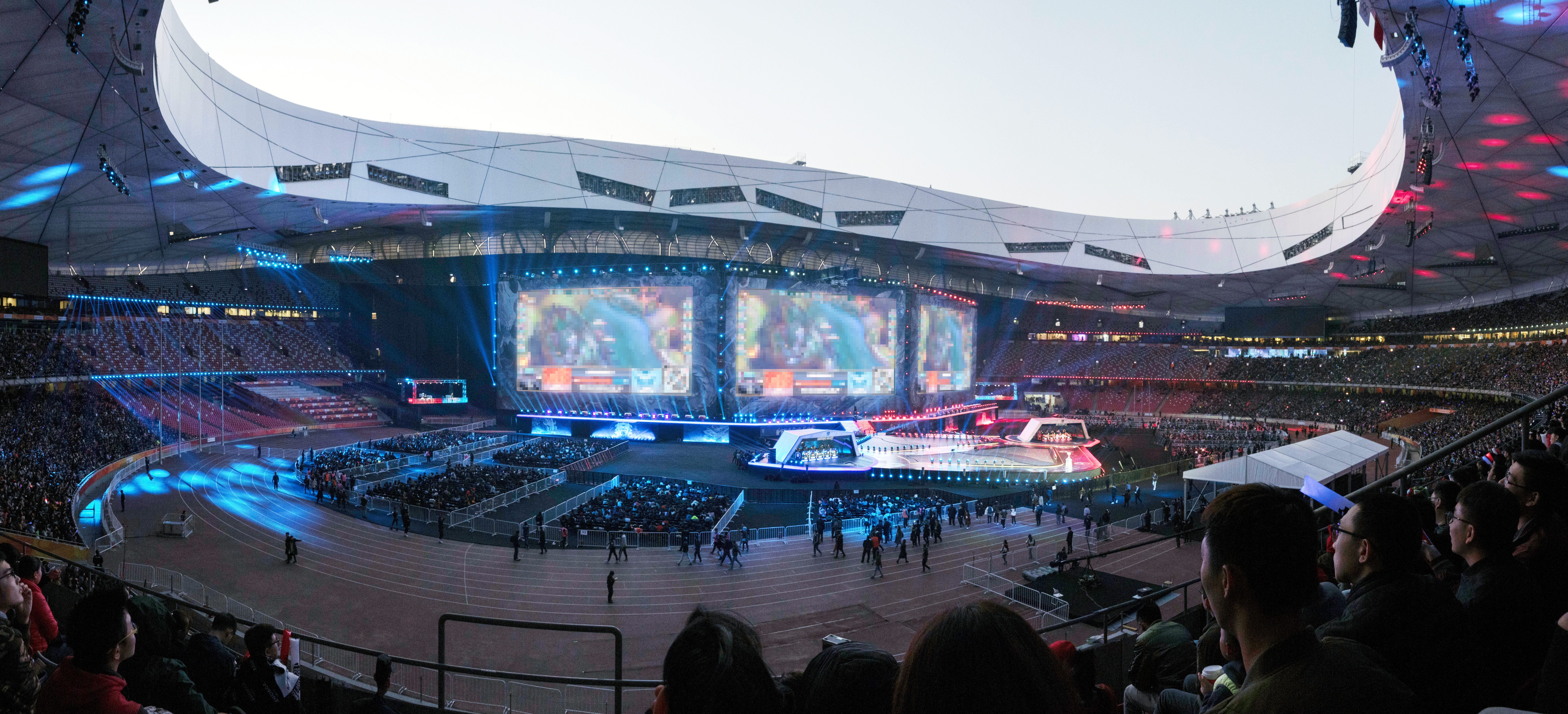
مرحلة نهائيات بطولة العالم في "ليغ أوف ليجيندز" لعام 2017 في ملعب بكين الوطني

تدير ريوت جيمز دوريات الرياضة الإلكترونيَّة في جميع أنحاءِ العالم، وتتضمَّن سِلسِلَة بطولات «ليغ أوف ليجيندز» التي تضم بطولات دوري أمريكا الشماليَّة وأوروبا،  وإجمالًا يوجد أكثر من 100 فَرِيق يتنافس في 14 بطولة إقليمية من ألعاب ريوت جيمز حول العالم. حيثُ تتنافس الفرق في موسمين، وتكسب الفرق نقاط البُطولة للتأهل لمسابقتين دوليتين رئيسيَّتين وهي بطولة مُنتَصَف الموسم الدعائية، وبطولة العالم «ليغ أوف ليجيندز». وتُعد «بطولة العالم لألعاب ريوت جيمز» البُطولة الاحترافية السنويَّة في ختام كلّ موسم.
طور فَرِيق ريوت جيمز محتوى جديد للعبة «ليغ أوف ليجيندز» خِلال عاميّ 2010 و2011،  عندما أَدرَكَت الشركة أن الناس يحبون أيضًا مشاهدة الألعاب أثناء اللعب، وأنشأت ريوت جيمز بطولاتها الرياضية «ليغ أوف ليجيندز» الخاصّة بها تُنتجها في بث أسبوعي، ولاحقًا قرَّرت الشركة تحويل بطولاتها إلى أحداث احترافية شبيهة بالرياضات. وفي 2012 أقامت شركة ريوت جيمز بطولتها في مركز جالين بجامعة جنوب كاليفورنيا، وقدمت جائزةً ماليَّة قدرها ملْيُون دُولَار أمريكي، ومُنذُ ذلك الحين أقامت ريوت جيمز بطولات في برلين وسيول وماديسون سكوير جاردن في مدينة نيويورك ومركز ستابلز في لوس أنجلوس.
تستثمر ريوت جيمز في حقوق بث دوري الرياضات الإلكترونيَّة والشَّرِكَاتِ الراعية،  وفي 2015 اشترى المستثمرون حصصًا في الفرق وبدأوا في بناء فرقهم الخاصّة، ومن بين مالكي الفرق في بطولات دوري ألعاب ريوت جيمز مالكو واشنطن ويزاردز، وكليفلاند كافالييرز، وهيوستن روكتس، وغولدن ستايت ووريورز، وفيلادلفيا سفنتي سيكسرز، ولوس أنجلوس دودجرز، وستيف كيس المؤسِس المشارك لدوري إيه أو إل، والمدرب توني روبينز.
أثيرت مخاوف ومناقشات بشأن حصول اللاعبون والمدربون المحترفون على حصّة أكبر من عائِدَات الرياضات الإلكترونيَّة لِشَرِكَة ريوت جيمز، وبعد ذلك أَصَدَرَت الشركة خطابًا مفتوحًا في 2016 وعدت فيهِ بحصص أعلى من الإيرادات وتعاون أكبر مع الفرق المحترفة، وفي 2017 أقامت شركة ريوت جيمز بطولة العالم «ليغ أوف ليجيندز» في الصين، وأُقيمت نهائياتها في بكين. وفي العام ذاته أَعلَنَت ريوت جيمز أنَّها ستمنح امتياز سِلسِلَة بطولات «ليغ أوف ليجيندز» في أمريكا الشماليَّة المكونة من عشرة فرق، بتكلفة لا تقل عن 10 ملايين دُولَار أمريكي.
لا تسمح ريوت جيمز بالتعبير عن وجهات النظر الشخصية خِلال بث أحداث الرياضات الإلكترونيَّة المُباشرة حول ما تعتبره قضايا حساسة ومنها السياسة والدين.

## الألعاب
- ليغ أوف ليجيندز
- فالورانت
- ليغ أوف ليجيندز: وايلد ريفت

## روابط خارجية
- ريوت غيمز على موقع ميوزك برينز (الإنجليزية)
- ريوت غيمز على موقع ميوزك برينز (الإنجليزية)